# 1971 en Alberta
Chronologie de l'Alberta
- 1967
- 1968
- 1969
- 1970
- 1971
- 1972
- 1973
- 1974
- 1975

Cette page concerne des événements qui se sont produits durant l'année 1971 dans la province canadienne de l'Alberta.

## Politique
- Premier ministre : Harry Strom du Crédit social puis Peter Lougheed du parti Progressiste-conservateur
- Chef de l'Opposition : Peter Lougheed  puis Harry Strom
- Lieutenant-gouverneur :  J. W. Grant MacEwan.
- Législature :

## Événements
- Création de l'Association mondiale de hockey. Il a plusieurs franchises canadiennes dont les Nordiques de Québec, les Jets de Winnipeg et les Oilers d'Edmonton.
- Mise en service :
  - de l' Edmonton House Suite Hotel[1].
  - du James MacDonald Bridge, pont en béton armé de 359 mètres de longueur franchissant la  North Saskatchewan River à Edmonton[2].
  - de la Telus House, également nommée Telus Plaza South, tour de bureaux de 134 mètres de hauteur située à Edmonton[3].
- 30 août : élection générale albertaine.

## Naissances
- 3 janvier : Cory Cross (né  à Lloydminster), joueur professionnel canadien de hockey sur glace. Il évoluait au poste de défenseur.

- 11 février : David B. Chyzowski (né à Edmonton), joueur professionnel canadien de hockey sur glace.

- 22 mars : Jason Miller (né à Medicine Hat), joueur professionnel canadien de hockey sur glace[4].
- 27 mars : Nathan Fillion, acteur.

- 1 avril : Marlaina Danielle Smith, née à Calgary), femme politique canadienne et ancienne journaliste. Elle représente depuis 2012 la circonscription de Highwood à l'Assemblée législative de l'Alberta. Smith était la dirigeante du Parti Wildrose à partir de 2009 et la leader de l'opposition de 2012 à sa démission comme cheffe et son ralliement aux Progressistes-conservateurs du nouveau premier ministre Jim Prentice en décembre 2014.
- 12 avril : Kent Manderville (né à Edmonton), joueur professionnel canadien de hockey sur glace. Il évoluait au poste de centre[5].
- 18 avril : Dan Kordic (né à Edmonton), joueur professionnel canadien de hockey sur glace. Il évoluait au poste de défenseur puis d'ailier gauche. Il est le frère du défunt John Kordic[6].
- 28 avril : Andrew Comrie-Picard, dit ACP, pilote de rallyes canadien.

- 19 juin : Alan Van Sprang, né à Calgary , acteur canadien.
- 26 juin : Christine Nordhagen, lutteuse canadienne née à Valhalla Centre.

- 28 juillet : Drew Karpyshyn, né à Edmonton, romancier et scénariste de jeu vidéo canadien. D'abord employé de Wizards of the Coast, il travaille ensuite pour BioWare pour qui il participe à la création de Mass Effect et en partie à celle de Mass Effect 2. Il démissionne en 2012 pour se consacrer entièrement à l'écriture[7]. Le 19 septembre 2015, il annonce son retour chez Bioware, où il continuera à travailler sur le scénario des futurs contenus de Star Wars: The Old Republic[8].